# Bénestroff
Bénestroff là một xã trong vùng Grand Est, thuộc tỉnh Moselle, quận Château-Salins, tổng Albestroff. Tọa độ địa lý của xã là 48° 54' vĩ độ bắc, 06° 45' kinh độ đông. Bénestroff nằm trên độ cao trung bình là 320 mét trên mực nước biển, có điểm thấp nhất là 222 mét và điểm cao nhất là 330 mét. Xã có diện tích 9,56 km², dân số vào thời điểm 2005 là 497 người; mật độ dân số là 51,8 người/km². Xã đã có từ thời La Mã với tên là Bonconica, thuộc Pháp từ năm 1766; nằm 8 km về phía tây của Albestroff.